# Iōannīs Delīs
Iōannīs Iōannī Delīs (in greco Ιωάννης Ιωάννη Δελής?; ...) è un politico greco, membro del Parlamento Ellenico e del Partito Comunista di Grecia.